# Thierry Lajoie
Pour les articles homonymes, voir Lajoie.
Thierry Lajoie, né le 26 août 1961 à Neuilly-sur-Seine, est un dirigeant d'entreprise français.
Après avoir dirigé Grand Paris Aménagement (2013-2020), il est directeur général délégué du groupe immobilier Quartus auprès de son président Emmanuel Launiau.

## Parcours professionnel

### Collaborateur politique
Assistant de Pierre Bérégovoy (1980-1981) puis Jean Poperen (1981) et Marcel Debarge (1981-1983) dans leur mandat de Secrétaire national du parti socialiste, il est membre de l'état-major de la campagne présidentielle de François Mitterrand en 1981[réf. souhaitée].
Collaborateur de Laurent Fabius à partir de 1983, il est successivement Chargé de mission pour les relations avec les élus et les syndicats au cabinet du ministre de l'industrie et de la recherche (1983) puis Chef de cabinet du ministre l'industrie et de la recherche (1983-1984), du Premier ministre (1984-1986), de l'ancien Premier ministre (1986-1988) et du président de l'Assemblée nationale (1988-1989).
Conseiller auprès de Jacques Mellick au ministère délégué à la mer (1989-1991), conseiller auprès de Jack Lang au ministère de la culture, chargé du porte-parolat du gouvernement (1991), puis chargé de mission auprès de Jack Lang au ministère d'État, ministère de l'Éducation nationale (1992-1993), il anime auprès de Pierre Bérégovoy, premier ministre, le comité de pilotage de la campagne du gouvernement pour le référendum sur le Traité d'Union Européenne dit Traité de Maastricht (1992).
Il collaborera ensuite auprès de deux candidats à l'élection présidentielle : Ségolène Royal (2007) et François Hollande (2012),, puis appartiendra au cabinet de Cécile Duflot, ministre de l’Égalité des Territoires et du Logement, en qualité de conseiller auprès de la Ministre, chargé du Grand Paris (2012-2013). Dans cette fonction, il siégera au conseil d'administration de l'Atelier International du Grand Paris (AIGP).

### Responsable d'organisme administratif
En 1990, Thierry Lajoie est nommé par François Mitterrand au poste de président du Conseil supérieur de la navigation de plaisance et des sports nautiques, où il succède à Roland Nungesser et précède à Gérard d'Aboville (1990-1993). Il y nommera comme secrétaire général à ses côtés l'ancien chef de cabinet du secrétaire d'État à la Mer Charles Josselin, Bernard Cazeneuve, qui deviendra ensuite maire de Cherbourg-Octeville, député de la Manche, ministre et Premier ministre.
Parmi les rapports qu'il remet au gouvernement, celui intitulé La carte mer et le permis mer inspirera la réforme du permis bateau en 1994, qui supprime les permis A, B et C pour créer un dispositif plus conforme à la pratique plaisancière occasionnelle : une carte mer (navigation côtière de jour), un permis mer côtier (navigation côtière de jour et de nuit) et un permis mer hauturier (navigation au large de jour comme de nuit),,

### Dirigeant d'entreprise
Thierry Lajoie exerce ensuite les fonctions de secrétaire général de Voies navigables de France (VNF, 1994-2001) puis de l'Union des Groupements d'Achats Publics (UGAP, 2001-2003), établissements publics de l'État à caractère industriel et commercial.
Il est choisi en 2003 pour présider le directoire et occuper le poste de directeur général de la société anonyme achatpublic.com, entreprise filiale de la Caisse des dépôts et consignations et du Groupe Moniteur, créée pour fonder et exploiter un site internet pour l'information, le conseil et la dématérialisation de l'achat public en France[source insuffisante].
Appelé en 2008 par François Rebsamen[réf. souhaitée], maire de Dijon et président du Grand Dijon, comme directeur général de la Société d'Économie Mixte (SEM) d'Aménagement de l'Agglomération Dijonnaise (SEMAAD) présidée par le député européen Pierre Pribetich, il crée en 2009 la Société Publique Locale d'Aménagement (SPL) de l'Agglomération Dijonnaise avec pour actionnaires fondateurs Le Grand Dijon et les communes de Chenôve, Dijon, Fénay, Fontaine-les-Dijon, Longvic, Marsannay-la-Côte, Ouges, Plombières-lès-Dijon, Quetigny, Sennecey-les-Dijon et Talant. Complétées par un Groupement d'Intérêt Économique, les deux entreprises publiques locales forment alors les Entreprises Publiques Locales d'Aménagement de l'Agglomération Dijonnaise (EPLAAD). Contrôleur de gestion du Groupement d’Intérêt Économique Rhin Rhône Aménagement (R2A) réunissant depuis 2009 les SEM et SPL de l’axe métropolitain Rhin-Rhône (de Dijon à Mulhouse via Besançon et Belfort), il est coopté intuitu personae en 2010 comme membre du conseil d'administration de la Fédération nationale des Entreprises Publiques Locales[réf. souhaitée]. Dans un rapport de 17 pages, publié le 12 novembre 2012, la Chambre régionale des comptes épinglera sa gestion en tant que directeur de la SEMAAD notamment pour frais de bouche dispendieux et avantages en nature. Il contestera fermement et publiquement l'analyse de ce rapport le 28 août 2012. Même s’il n’apporta pas de réponse sérieuse aux constats relevés par la Chambre régionale des comptes sur la part anormalement élevée (40 %) des vins de qualité ni sur le fait que près de la moitié (44) des 98 factures contrôlées avaient été établies par deux restaurants « étoilés » comme précisé dans le Rapport d’observations définitives de la Chambre  daté du 5 octobre 2012.
Après avoir exercé la fonction de conseiller chargé du Grand Paris auprès de la ministre de l'Égalité des territoires et du Logement (2012-2013), il est nommé en 2013 (et renommé en 2016,) par le président de la République François Hollande comme président directeur général de l'Agence Foncière et technique de la région parisienne (AFTRP) qui sera transformée en 2015 en Grand Paris Aménagement. À la suite du rapport de préfiguration de Grand Paris Aménagement,, qu'il remet au Gouvernement, l'établissement public à caractère industriel et commercial de l'État Grand Paris Aménagement est regroupé avec l'établissement public d'aménagement de la Plaine de France et l'établissement public d'aménagement Orly-Rungis-Seine-Amont (ORSA), de nouveaux outils d'aménagement public sont créés par le Gouvernement (le Contrat d'Intérêt National, CIN), par la loi portant nouvelle organisation territoriale de la République (la Société d'Économie Mixte pour l'Aménagement d'une Opération Unique, SEMAOP) et par la loi relative au statut de Paris et à l'aménagement métropolitain (la Société Publique Locale d'Aménagement d'Intérêt National, SPLA-IN). À sa demande, le Gouvernement met fin à son mandat au 1er septembre 2020.
Il rejoint le groupe de promotion immobilière et ensemblier urbain Quartus le 1er septembre 2020, comme directeur général Stratégie et Finances (2020-2023) puis directeur général délégué (depuis 2023) auprès de son président Emmanuel Launiau.

## Publications
- Rapport de préfiguration de Grand Paris Aménagement (Documentation Française, 2015)
- Les marchés publics dématérialisés (en collaboration, Éditions du Moniteur, 2004)
- Littoral et rivages (CSNPSN, 1993)
- Métier : skipper (CSNPSN, 1992)
- Objectif : rejet zéro (CSNPSN, 1992)
- La pêche de loisir en mer (CSNPSN, 1991)
- La carte mer et le permis mer (CSNPSN, 1990)
- Les journaux lycéens (en collaboration, Casterman, 1979)

## Distinctions
- Chevalier de la Légion d'Honneur (2017)
- Chevalier de l'Ordre national du Mérite (2000)